# Гран-при Австрии 2002 года
Гран-при Австрии 2002 года — 6-й этап чемпионата мира по автогонкам в классе Формула-1 сезона 2002 года прошёл на автодроме А1-Ринг, Австрия, 12 мая. Гонка закончилась скандальной победой Михаэля Шумахера, обогнавшего на финише своего партнёра по команде Рубенса Баррикелло, который получил от команды приказ пропустить Шумахера. Этот инцидент привел к изменению регламента чемпионата и внесением FIA пункта, запрещающего командную тактику.

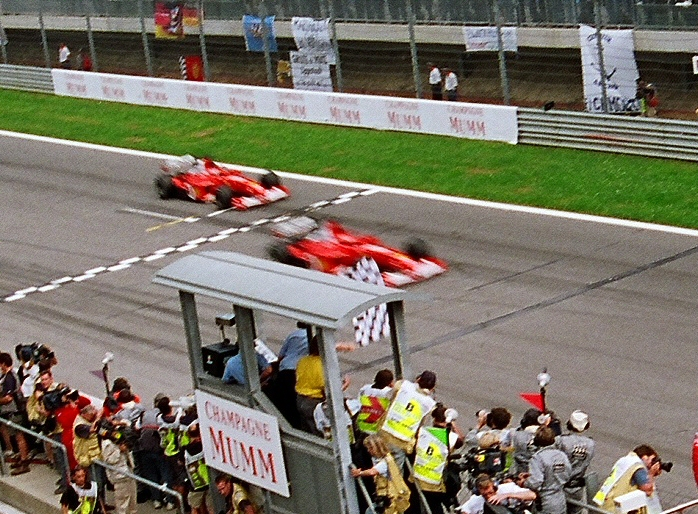
Рубенс Баррикелло уступает позицию Михаэлю Шумахеру на финише Гран-при Австрии года

## Гонка
Гонка проходила при безоговорочном лидерстве пары Феррари.
На двадцать втором круге из-за взрыва двигателя сошёл Оливье Панис. На трассу выехал автомобиль безопасности.
На 28 круге Гран-при Австрии, когда машина безопасности ушла с трассы, Sauber Ника Хайдфельда и McLaren Дэвида Култхарда оказались борт о борт на подъёме к шпильке Remus. В этот момент перед гонщиками находилась Minardi Алекса Йонга, и малайзийский гонщик резко затормозил на входе во второй поворот. Стремясь избежать столкновения с McLaren и снизить скорость с 300 км/ч на высшей передаче до 65 км/ч на первой, Ник слишком резко надавил на педаль тормоза, в то время как тормоза были недостаточно прогреты. Машина потеряла управление, её занесло, выбросило с трассы внутрь шпильки, а затем Sauber Ника на огромной скорости задом врезался в переднюю часть машины Такумы Сато и коробкой передач пробил боковую защиту Jordan. Пролом кокпита случился чуть ниже правого колена японского гонщика. Ник Хайдфельд практически сразу покинул машину, а Такума Сато не смог самостоятельно выбраться из кокпита и впоследствии был эвакуирован на медицинском вертолёте. Несмотря на серьёзность аварии, обследование выявило у японского гонщика только сильный ушиб мягких тканей правого бедра.
На последнем круге лидировавшему Рубенсу Баррикелло приказали из боксов команды «Феррари» пропустить Михаэля Шумахера, чтобы немец мог набрать максимальное количество очков для чемпионского титула. Баррикелло обсуждал с командой этот тактический манёвр на протяжении 10 последних кругов и согласился его осуществить только после того, как получил от команды прямые угрозы об окончании сотрудничества сразу после завершения действующего контракта, без возможности подписания нового. На финишной прямой Баррикелло замедлился, давая Шумахеру проехать вперед. Михаэль тоже сбросил скорость, но все же выполнил приказ команды и обогнал Рубенса.
Во время церемонии награждения, которая проходила под оглушительный свист болельщиков, Шумахер встал на вторую ступеньку подиума и отдал кубок за победу на Гран-При Баррикелло.
| Место | С  | №  | Гонщик                 | Команда          | Ш | Круги | Время/причина схода                          | О  |
| ----- | -- | -- | ---------------------- | ---------------- | - | ----- | -------------------------------------------- | -- |
| 1     | 3  | 1  | Михаэль Шумахер        | Ferrari          | B | 71    | 1:33:51,562                                  | 10 |
| 2     | 1  | 2  | Рубенс Баррикелло      | Ferrari          | B | 71    | +0,182                                       | 6  |
| 3     | 4  | 6  | Хуан Пабло Монтойя     | Williams.BMW     | M | 71    | +17,730                                      | 4  |
| 4     | 2  | 5  | Ральф Шумахер          | Williams.BMW     | M | 71    | +18,448                                      | 3  |
| 5     | 15 | 9  | Джанкарло Физикелла    | Jordan-Honda     | B | 71    | +49,965                                      | 2  |
| 6     | 8  | 3  | Дэвид Култхард         | McLaren-Mercedes | M | 71    | +50,672                                      | 1  |
| 7     | 13 | 15 | Дженсон Баттон         | Renault          | M | 71    | +51,229                                      |    |
| 8     | 10 | 24 | Мика Сало              | Toyota           | M | 71    | +1:09,425                                    |    |
| 9     | 14 | 25 | Алан МакНиш            | Toyota           | M | 71    | +1:09,718                                    |    |
| 10    | 17 | 11 | Жак Вильнёв            | BAR-Honda        | B | 70    | Двигатель                                    |    |
| 11    | 11 | 20 | Хайнц-Харальд Френтцен | Arrows-Cosworth  | B | 69    | +2 круга                                     |    |
| 12    | 21 | 23 | Марк Уэббер            | Minardi-Asiatech | M | 69    | +2 круга                                     |    |
| Сход  | 16 | 14 | Ярно Трулли            | Renault          | M | 44    | Давление топлива                             |    |
| Сход  | 22 | 22 | Алекс Йонг             | Minardi-Asiatech | M | 42    | Двигатель                                    |    |
| Сход  | 20 | 16 | Эдди Ирвайн            | Jaguar-Cosworth  | M | 38    | Гидравлика                                   |    |
| Сход  | 5  | 7  | Ник Хайдфельд          | Sauber-Petronas  | B | 27    | Разворот, удар в Сато                        |    |
| Сход  | 18 | 10 | Такумa Сато            | Jordan-Honda     | B | 26    | Удар от Хайдфельда                           |    |
| Сход  | 9  | 12 | Оливье Панис           | BAR-Honda        | B | 22    | Двигатель, разворот                          |    |
| Сход  | 7  | 8  | Фелипе Масса           | Sauber-Petronas  | B | 7     | Задняя левая подвеска                        |    |
| Сход  | 6  | 4  | Кими Райкконен         | McLaren-Mercedes | M | 5     | Двигатель                                    |    |
| Сход  | 12 | 21 | Энрике Бернольди       | Arrows-Cosworth  | B | 2     | Столкновение с Френтценом, передняя подвеска |    |
| Сход  | 19 | 17 | Педро де ла Роса       | Jaguar-Cosworth  | M | 0     | Дроссель                                     |    |

- Вильнёв наказан штрафом «проезд через пит-лейн» за инициирование столкновения с Хайнц-Харальдом Френтценом.
- Уэббер наказан штрафом «проезд через пит-лейн» за игнорирование синих флагов.

## После гонки
Скандал вокруг гонки вызвал разбирательство со стороны FIA. Однако судьи Федерации так и не смогли найти в правилах пункт, запрещающий командную тактику. Единственное нарушение, за которое Ferrari удалось привлечь к ответственности — это благородный жест Шумахера, который поставил Баррикелло на первую ступеньку и отдал ему свой кубок. За такое формальное нарушение регламента оба гонщика и команда были вынуждены заплатить штраф в размере 1 млн долларов.
Сразу после этого в правила был внесен пункт, согласно которому руководителям команд категорически запрещалось отдавать гонщикам приказ проиграть гонку. Данный пункт был применен на Гран-при Сингапура 2008 года и стал причиной дисквалификации руководства команды Renault.
После Гран-при Германии 2010 года правило было отменено.